# Raoellidae
Los raoéllidos (Raoellidae) son una familia de mamíferos artiodáctilos que existió durante el Eoceno en Asia (India, Mongolia y Pakistán). Inicialmente se le clasificó como parte de la familia Helohyidae y posteriormente se le clasificó en su propia familia, Raoellidae.
Un artículo de diciembre de 2007 publicado en la revista Nature por Thewissen y otros, usando un esqueleto excepcionalmente completo hallado en Cachemira señalaron que Indohyus es un grupo basal relacionado con los cetáceos, siendo los artiodáctilos el taxón más relacionado con estos dos grupos.

## Clasificación
- - Raoella dograi
- Haqueina
  - Haqueina haquei
- Indohyus
  - Indohyus indirae
  - Indohyus major
- Kunmunella
  - Kunmunella kalakotensis
  - Kunmunella transversa
- Metkatius
  - Metkatius kashmiriensis
- Khirtharia
  - Khirtharia aurea
  - Khirtharia dayi
  - Khirtharia inflatus